# Balkanmol
De balkanmol (Talpa stankovici)  is een zoogdier uit de familie van de mollen (Talpidae). De wetenschappelijke naam van de soort werd voor het eerst geldig gepubliceerd door V. Martino & E. Martino in 1931.